# Letnie Igrzyska Olimpijskie 1900
II Letnie Igrzyska Olimpijskie (oficjalnie Igrzyska II Olimpiady) odbyły się w 1900 w Paryżu we Francji. Patronem igrzysk był Alexandre Millerand.
Pomimo wysiłków Grecji, Międzynarodowy Komitet Olimpijski zdecydował, że co cztery lata igrzyska będą się odbywały w innym kraju.
Igrzyska odbyły się w ramach wystawy światowej i odwiedzający ją goście przybywający do Paryża mogli wziąć udział w imprezach olimpijskich. Te Igrzyska charakteryzowała zła organizacja, co przy braku właściwej informacji spowodowało, że miały one marginalne znaczenie. Dochodziło do tego, że niektórzy zawodnicy nie wiedzieli, że uczestniczą w Igrzyskach Olimpijskich. Widzowie musieli błądzić po Paryżu w poszukiwaniu interesujących ich imprez, a zawodnicy narzekali na zły stan obiektów sportowych.
W programie igrzysk znalazły się takie nietuzinkowe konkurencje jak strzelanie do żywych gołębi i pływanie na 200 metrów z przeszkodami. Po raz pierwszy w tych Igrzyskach wzięły udział kobiety (tenis, golf).
Zwycięzcy konkurencji dostawali upominki lub gratyfikację pieniężną, a medale dostawali pocztą po zakończeniu Igrzysk.

## Przebieg
Najbardziej dramatyczny przebieg miał bieg maratoński. Po pokonaniu 35 km, prowadzący z dużą przewagą Szwed Ernst Fast zmylił trasę z winy sędziego. Dzielny maratończyk zorientował się, że biegnie złą trasą dopiero po 4 km, zawrócił jednak i zdołał jeszcze wywalczyć brązowy medal. Dla wielu uczestników to on jednak był największym bohaterem igrzysk. Aż cztery razy złoty medal odbierał Amerykanin Alvin Kraenzlein – zwycięzca biegu na 60 m, 110 i 200 m przez płotki oraz skoku w dal. Po 3 złote medale wywalczyli: strzelec, Szwajcar Konrad Stäheli (zdobył też jeden brąz) oraz specjalista skoków z miejsca, Amerykanin Ray Ewry. Dwukrotnym mistrzem i trzykrotnym wicemistrzem został amerykański lekkoatleta, Indianin, Irving Baxter. Także 5 medali (2 złote, 2 srebrne i 1 brązowy) wywalczył inny Amerykanin, Walter Tewksbury.
Zastosowano kilka nowinek technicznych. Amerykanin Daniel Horton wygrał dodatkowy konkurs skoku o tyczce, po raz pierwszy stosując bambusowy sprzęt, a Czech František Janda-Suk został prekursorem rzutów dyskiem z pełnym obrotem.

## Rozgrywane dyscypliny
Na Letnich Igrzyskach Olimpijskich 1900 rozegranych zostało 89 konkurencji w 20 dyscyplinach, choć czasem pływanie i piłka wodna są podawane pod jedną kategorią jako sporty wodne. W porównaniu do Letnich Igrzysk Olimpijskich 1896 zniknęły dwie dyscypliny: podnoszenie ciężarów oraz zapasy, natomiast kolejnych 13 zostało dodanych.
- Basque pelota (1) (szczegóły)
- Gimnastyka (1) (szczegóły)
- Golf (2) (szczegóły)
- Jeździectwo (3) (szczegóły)
- Kolarstwo (2) (szczegóły)
- Krokiet (2) (szczegóły)
- Krykiet (1) (szczegóły)
- Lekkoatletyka (23) (szczegóły)
- Łucznictwo (6) (szczegóły)
- Piłka nożna (1) (szczegóły)
- Piłka wodna (1) (szczegóły)
- Pływanie (7) (szczegóły)
- Polo (1) (szczegóły)
- Przeciąganie liny (1) (szczegóły)
- Rugby union (1) (szczegóły)
- Strzelectwo (9) (szczegóły)
- Szermierka (7) (szczegóły)
- Tenis ziemny (4) (szczegóły)
- Wioślarstwo (5) (szczegóły)
- Żeglarstwo (10) (szczegóły)

## Państwa uczestniczące
- Argentyna (1)
- Australia (2)
- Austria (13)
- Belgia (78)
- Królestwo Czech (7)

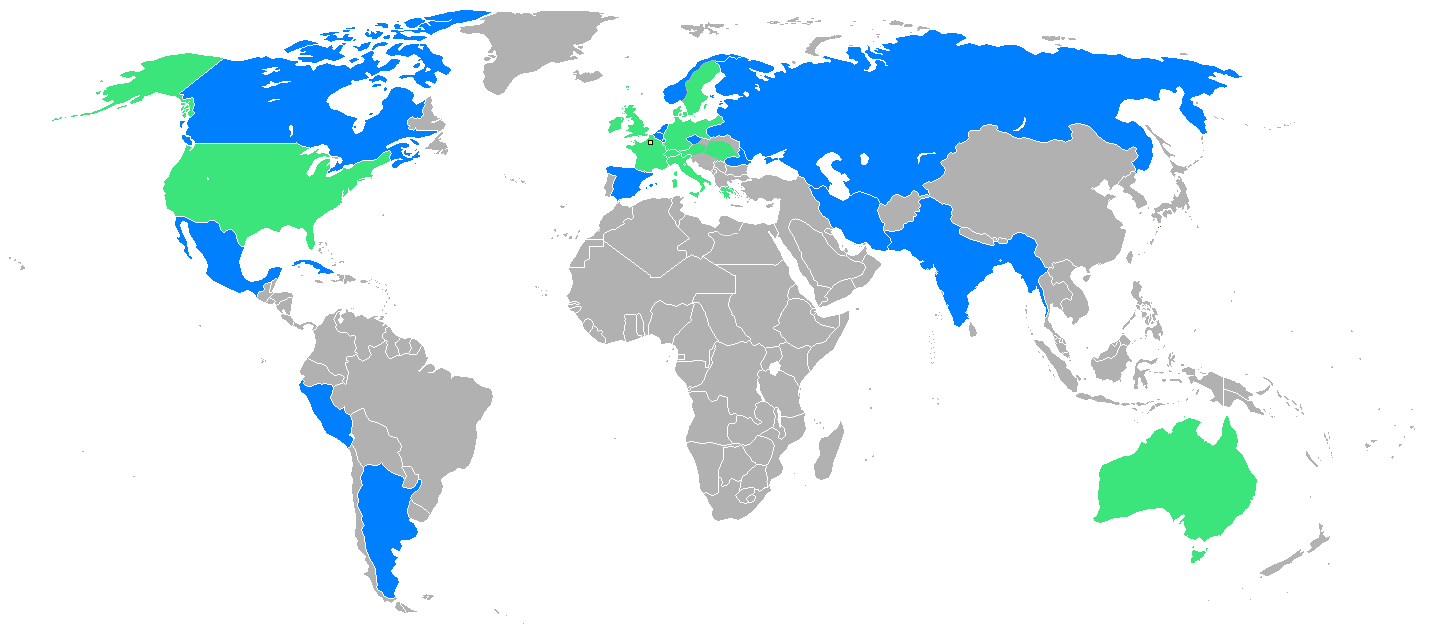
Uczestnicy

- Cesarstwo Niemieckie (76)
- Dania (13)
- Francja (gospodarz; 720)
- Grecja (3)
- Hiszpania (8)
- Holandia (29)
- Indie Brytyjskie (1)
- Kanada (2)
- Kuba (1)
- Meksyk (3)
- Norwegia (7)
- Imperium Rosyjskie (5)
- Rumunia (1; występ nieoficjalny)
- Stany Zjednoczone (75)
- Szwajcaria (18)
- Szwecja (10)
- Węgry (20)
- Wielka Brytania (102)
- Włochy (24)

Na igrzyskach w Paryżu pojawiło się 13 debiutantów: Argentyna, Belgia, Czechy (wtedy wchodzące w skład monarchii Austro-Węgierskiej jako Królestwo Czech), Hiszpania, Holandia, Indie (jako Indie Brytyjskie), Iran, Kanada, Kuba, Meksyk, Norwegia (wtedy wchodząca w skład Zjednoczonych Królestw Szwecji i Norwegii), Peru i Rosja (Imperium Rosyjskie).

### Inne
Państwa które startowały, lecz nie widnieją w oficjalnej bazie danych MKOl:
- Haiti (2)
- Iran (1)
- Luksemburg (1; złoty medal zdobyty przez reprezentanta Luksemburga jest wliczany do dorobku francuskiego)
- Peru (1)

## Statystyka medalowa
| Lp.                                | Państwo                    | Złoto | Srebro | Brąz | Razem |
| ---------------------------------- | -------------------------- | ----- | ------ | ---- | ----- |
| 1                                  | Francja (FRA)              | 26    | 41     | 34   | 101   |
| 2                                  | Stany Zjednoczone (USA)    | 19    | 14     | 14   | 47    |
| 3                                  | Wielka Brytania (GBR)      | 15    | 6      | 9    | 30    |
| 4                                  | Drużyna mieszana (ZZX)     | 6     | 3      | 3    | 12    |
| 5                                  | Szwajcaria (SUI)           | 6     | 2      | 1    | 9     |
| 6                                  | Belgia (BEL)               | 5     | 5      | 5    | 15    |
| 7                                  | Cesarstwo Niemieckie (GER) | 4     | 2      | 2    | 8     |
| 8                                  | Włochy (ITA)               | 3     | 2      | 0    | 4     |
| 9                                  | Australia (AUS)            | 2     | 0      | 3    | 5     |
| 10                                 | Dania (DEN)                | 1     | 3      | 2    | 6     |
| Zobacz pełną klasyfikację medalową |                            |       |        |      |       |